# Mikalojus Konstantinas Čiurlionis
Mikalojus Konstantinas Čiurlionis, pol. Mikołaj Konstanty Czurlanis (ur. 22 września 1875 w Starych Oranach, zm. 10 kwietnia 1911 w Pustelniku) – litewski kompozytor, malarz i grafik, najwybitniejsza postać kultury litewskiej przełomu XIX i XX wieku. Jego dorobek artystyczny, który powstał w przeciągu zaledwie dekady, wywarł ogromny wpływ na sztukę i kulturę Litwy, gdzie uznawany jest za narodowego wieszcza.
Artysta epoki fin de siècle’u, czołowy przedstawiciel środkowoeuropejskiego symbolizmu, uznawany również za jednego z prekursorów abstrakcjonizmu i surrealizmu. Był równie nowatorskim kompozytorem, co malarzem. Starał się przy tym dokonać syntezy malarstwa i muzyki: nadawał obrazom tytuły muzyczne (hymny, sonaty, symfonie, fugi), przenosił muzyczne struktury na płótno, szukał wizualnych odpowiedników dla muzycznych form, jak polifonia, kontrapunkt czy tempo. Twierdził, że: „Nie ma granic pomiędzy sztukami. Muzyka łączy poezję i malarstwo, ma swoją architektonikę. Malarstwo może posiadać takąż architektonikę jak muzyka i w farbach wyrażać dźwięki”.
W czasie swojego krótkiego życia skomponował ok. 400 utworów muzycznych (w tym dwa poematy symfoniczne i kwartety smyczkowe) i namalował ok. 300 obrazów. Poza tym pisał też wiersze i poematy prozą, pozostawił po sobie ponad 250 listów. Niemal wszystkie jego obrazy znajdują się w zbiorach Narodowego Muzeum Sztuki im. Čiurlionisa w Kownie.

## Życiorys

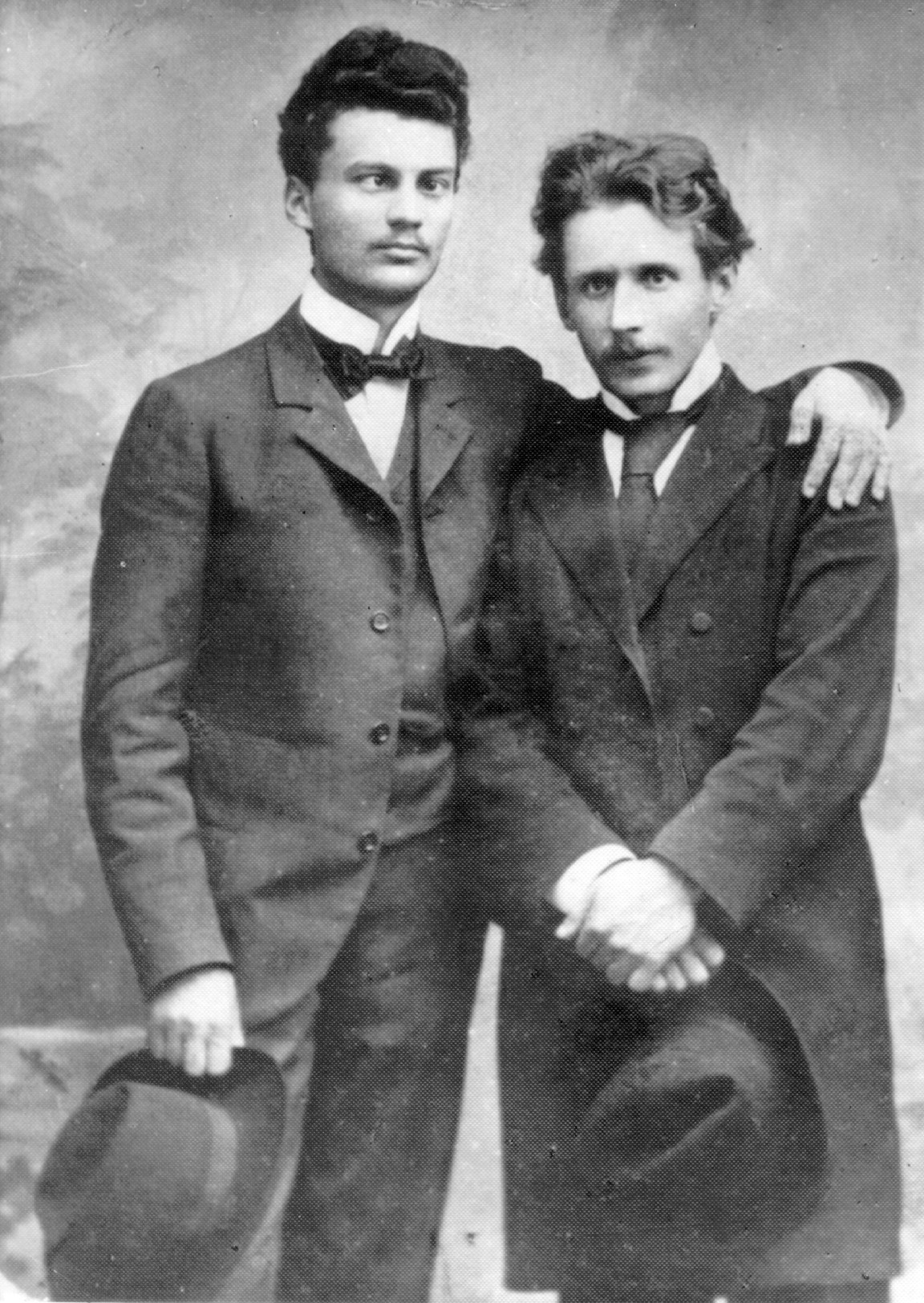
W Warszawie z kompozytorem Eugeniuszem Morawskim-Dąbrową (1899).

### Dzieciństwo
Urodził się w miasteczku Stare Orany, położonym w południowo-wschodniej części Litwy przy trasie kolejowej z Warszawy do Wilna i Petersburga. Był najstarszym z dziewięciorga dzieci organisty kościelnego Konstantinasa Čiurlionisa i Adelė Radmanaitė (Radmann), pochodzącej z ewangelickiej rodziny o korzeniach bawarskich. Rok po jego narodzinach rodzina przeprowadziła się do Rotnicy, by wreszcie w 1878 osiąść na stałe w Druskienikach, znanym uzdrowisku, w którym ojciec objął posadę miejscowego organisty. Od tej pory Druskieniki stały się ukochanym miejscem Mikalojusa, do którego później zawsze chętnie powracał. Jak większość aspirujących społecznie Litwinów w owych czasach, rodzina Čiurlionisów posługiwała się na co dzień językiem polskim. Mikalojus rozpoczął naukę języka litewskiego dopiero pod wpływem spotkania z narzeczoną w 1907.
Już we wczesnym dzieciństwie Čiurlionis ujawnił swoje muzyczne uzdolnienia. Podobno w wieku lat trzech potrafił imitować na klawiaturze zasłyszane melodie, a jako pięcio-sześciolatek sprawnie grał już na fortepianie i organach. Jego muzyczny talent odkrył książę Michał Mikołaj Ogiński, który ściągnął młodzieńca na swój dwór w Płungianach i dał zatrudnienie w książęcej orkiestrze. W latach 1889–1893 Mikalojus uczył się w szkole orkiestrowej gry na różnych instrumentach, m.in. na flecie.

### Studia

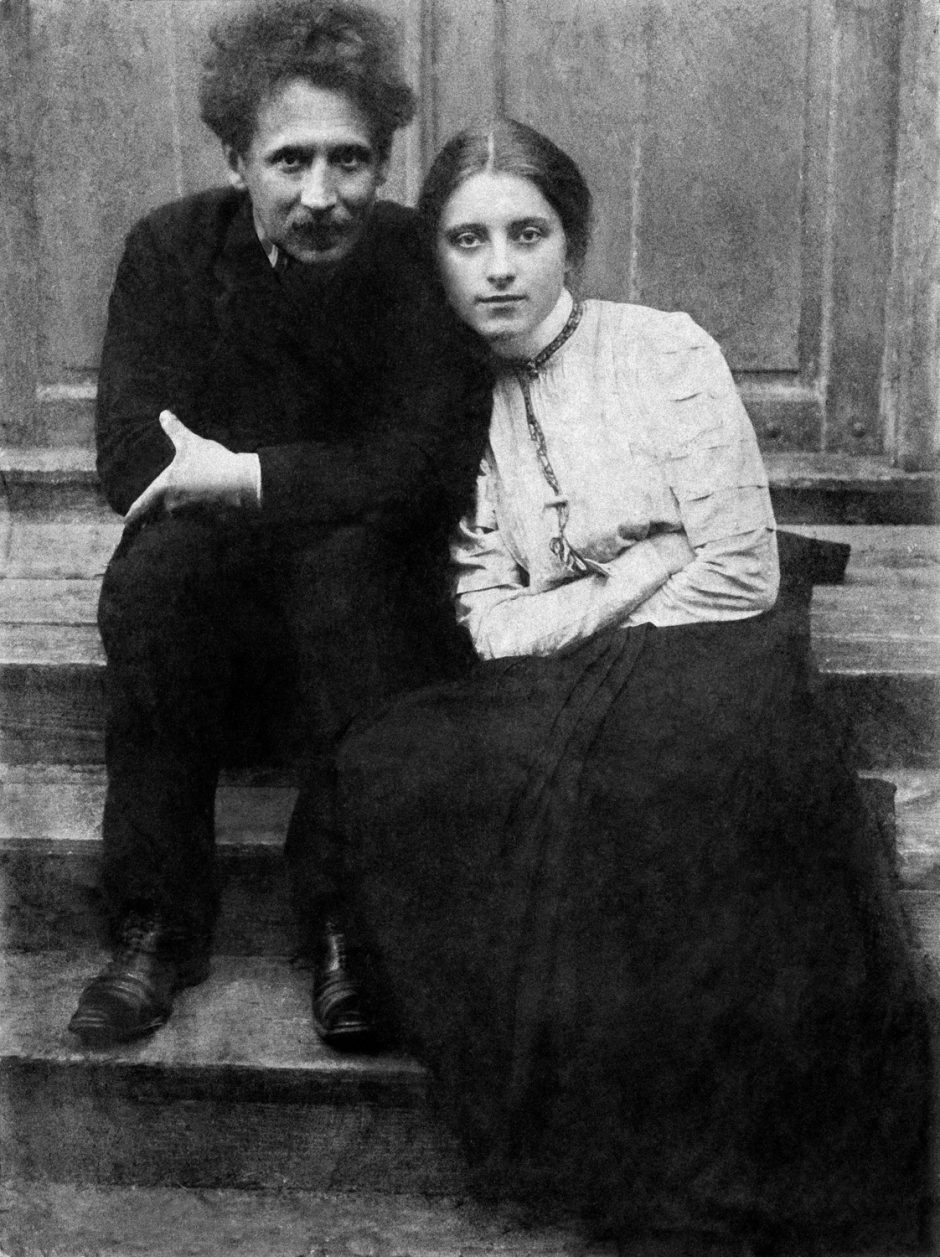
Z żoną Sofiją Kymantaitė (1908).

Dzięki pomocy finansowej Ogińskiego młody Čiurlionis mógł wyjechać do Warszawy, gdzie kształcił się w klasie fortepianu i kompozycji w tamtejszym Instytucie Muzycznym (1894–1899) pod kierunkiem m.in. Antoniego Sygietyńskiego i Zygmunta Noskowskiego, ucznia Moniuszki. W latach 1901–1902 kontynuował studia muzyczne w konserwatorium w Lipsku w klasie Carla Reinecke.
W 1902 wrócił do Warszawy i dokonał w swoim życiu niespodziewanej wolty – podjął naukę rysunku. W latach 1904–1906 studiował na warszawskiej Akademii Sztuk Pięknych pod kierunkiem m.in. Ferdynanda Ruszczyca i Konrada Krzyżanowskiego. Serdecznie zaprzyjaźnił się wtedy z kolegą ze studiów Eugeniuszem Morawskim-Dąbrową, który - podobnie jak on – był kompozytorem i malarzem. Wraz z nim oraz rodziną Wolmanów wybrał się w 1905 do nadmorskiej Anapy i na Kaukaz. Do czasów dzisiejszych przetrwały wykonane przez Čiurlionisa fotografie z tej wyprawy,  przedstawiające monumentalne pejzaże morskie, które posłużyły artyście jako zbiór szkiców i inspiracji do późniejszych dzieł malarskich.

### Świadomość narodowa
Mikalojus Čiurlionis (nie używał tej wersji imienia, bo została stworzona kilka dziesięcioleci po jego śmierci) nie znał języka litewskiego, a jego językiem rodzinnym był polski. Przez całe swoje życie prowadził dzienniki w języku polskim, całokształt jego twórczości literackiej stworzony został w języku polskim, jak i większość jego listów.
Po rewolucji 1905 roku zaczął identyfikować się jako Litwin. W tym czasie kierował chórem warszawskiego Towarzystwa Litewskiego Wzajemnej Pomocy. W 1907 wyjechał do Wilna, gdzie przebywał dwa lata. Współorganizował tam pierwszą Wystawę Sztuki Litewskiej i był jednym z 19 współzałożycieli Litewskiego Towarzystwa Artystycznego – założył w nim sekcję muzyczną.
W 1907 poznał krytyczkę sztuki, dziennikarkę i absolwentkę Uniwersytetu Jagiellońskiego Sofiję Kymantaitė, pod której wpływem rozpoczął naukę nieznanego mu wcześniej języka litewskiego. Jak sugeruje kuratorka wystawy o artyście Rasa Žukienė, innym motywem do nauki litewskiego mogły być również jego osobiste urazy. Gdy w Polsce nie chciano wykonać na koncercie jego symfonii W lesie tylko dlatego, że jej autor nie był Polakiem, Mikalojus musiał poczuć się dogłębnie zraniony. Ostatecznie poślubił Sofiję na początku 1909.

### Załamanie nerwowe
Pod koniec 1909 wyjechał do Petersburga, gdzie wystawił swoje prace i zdobył rozgłos w kręgu artystów rosyjskiego Srebrnego Wieku. Nawiązał też  kontakt z grupą malarską „Świat Sztuki”. Jednakże właśnie wtedy nastąpiło nagłe załamanie stanu zdrowia artysty: przestał reagować na otoczenie, całymi godzinami siedział nieruchomo i odczuwał silny ból głowy. Lekarz stwierdził załamanie nerwowe w wyniku stresu i przepracowania oraz zalecił pobyt w zakładzie dla nerwowo chorych.
W 1910 został umieszczony w szpitalu psychiatrycznym „Czerwony Dwór” w podwarszawskim Pustelniku, który obecnie jest częścią Marek. Diagnoza postawiona przez tamtejszych lekarzy była jeszcze brutalniejsza: schizofrenia. Čiurlionis przebywał tam przez ponad rok. Gdy jego stan zdawał się już stopniowo poprawiać, artysta zaziębił się i w rezultacie nabawił zapalenia płuc. Osłabiony organizm nie podołał walce z chorobą.

### Śmierć
Čiurlionis zmarł w Pustelniku w 1911 w wieku niespełna 36 lat. Pochowano go na cmentarzu Na Rossie w Wilnie. Mowę pogrzebową wygłosił m.in. jego dawny nauczyciel Ferdynand Ruszczyc.
Nie doczekał niepodległości Litwy, nigdy nie zobaczył też swojej córki Danutė (1910–1995). Wkrótce po jego śmierci żona Sofija przekazała całą jego spuściznę organizacji „Rota Čiurlionisa”. Już po trzech latach od uzyskania niepodległości przez Litwę powołano do życia w Kownie Galerię Čiurlionisa, którą z czasem zamieniono w muzeum jego imienia.

## Twórczość

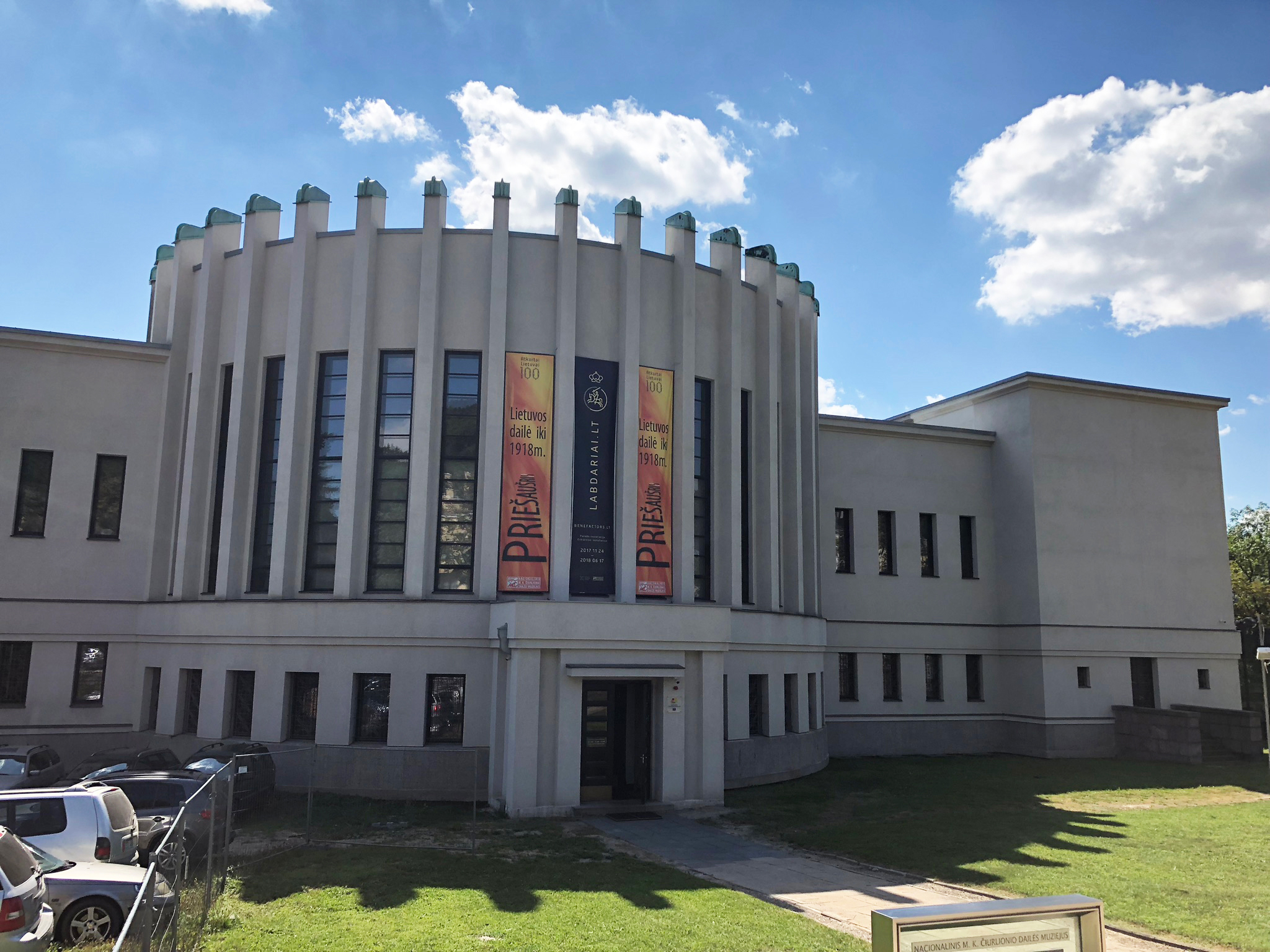
Narodowe Muzeum Sztuki im. Čiurlionisa w Kownie.

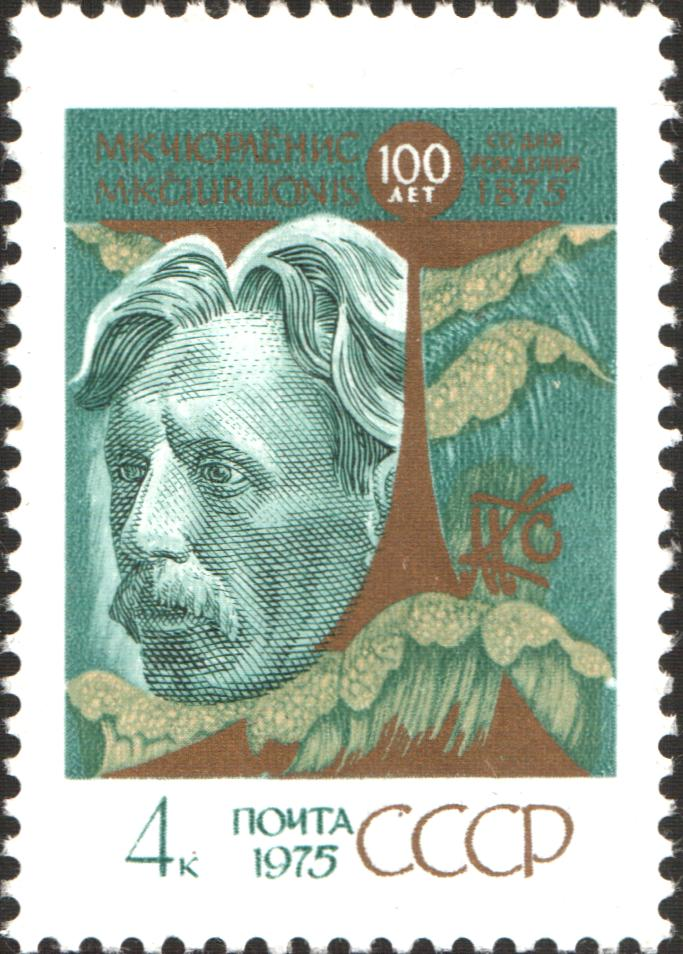
Čiurlionis na radzieckim znaczku pocztowym (1975).

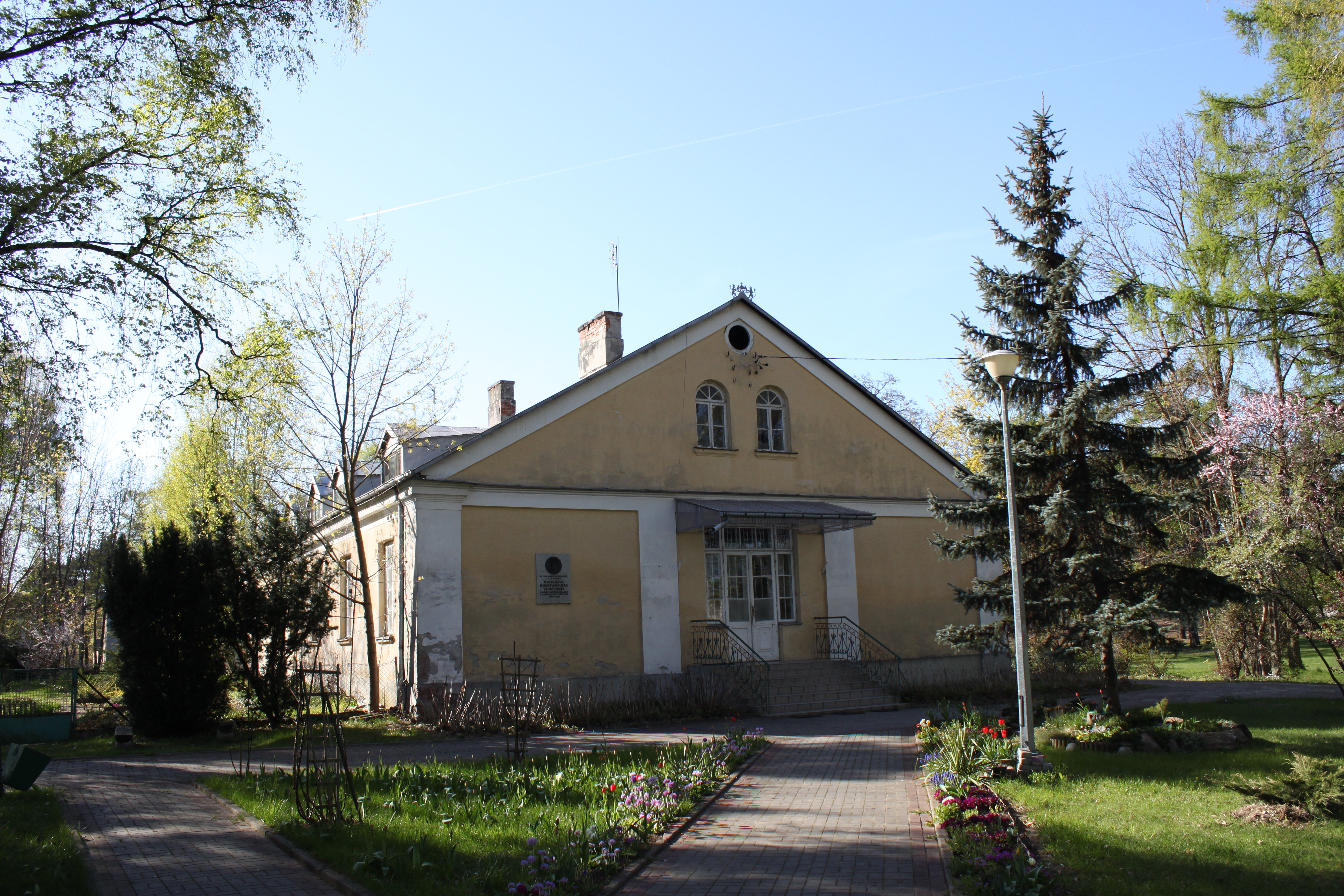
Czerwony Dwór w Pustelniku – miejsce śmierci artysty.

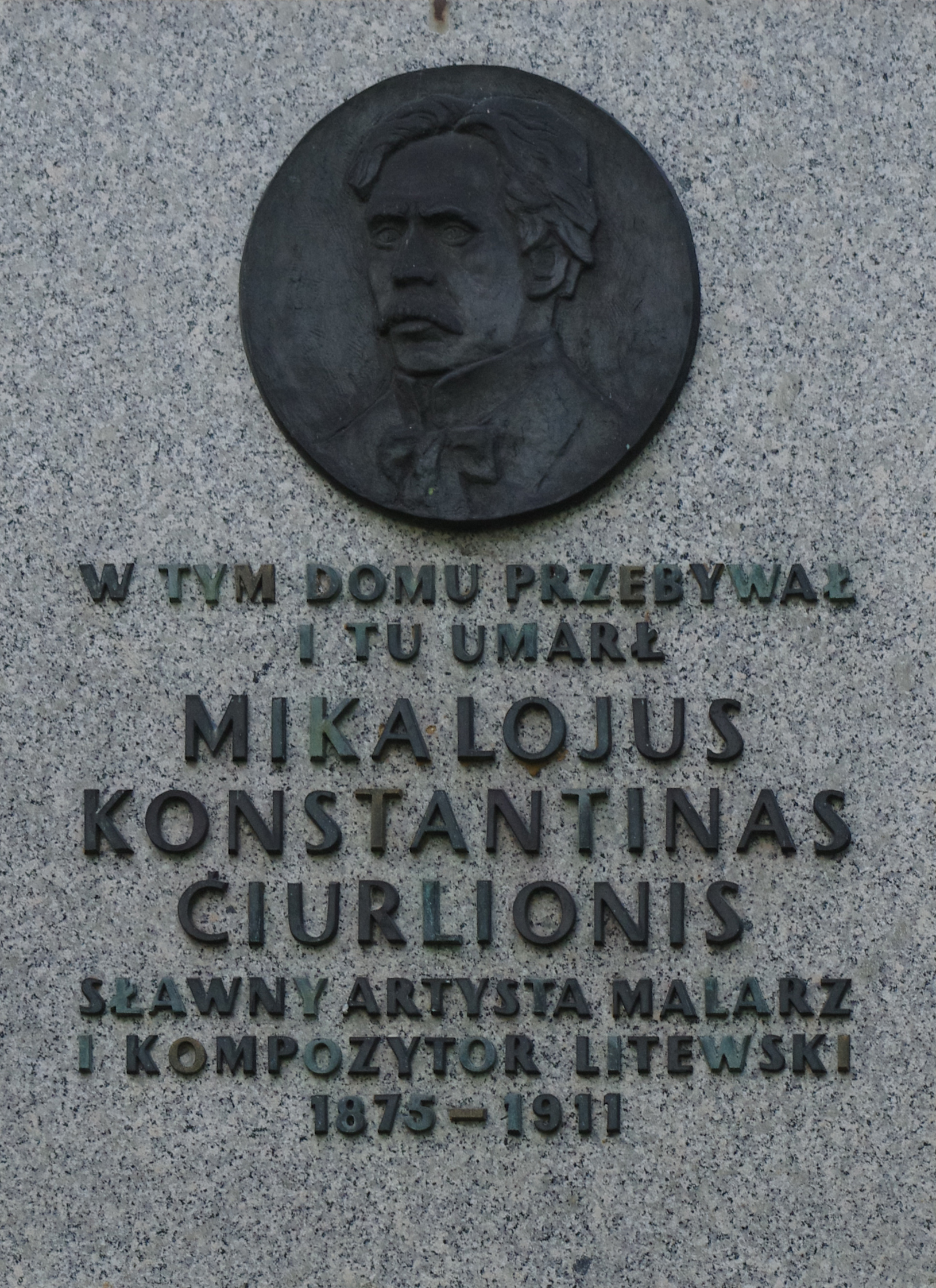
Tablica upamiętniająca Čiurlionisa na Czerwonym Dworze w Pustelniku w podwarszawskich Markach.

### Muzyka
Jako kompozytor uważany jest Čiurlionis za pierwszego twórcę artystycznej muzyki litewskiej. Rozwinął oryginalny sposób tworzenia melodii uważany za jeden z prototypów serializmu. Napisany w 1901 poemat symfoniczny W lesie (Miške) był pierwszym litewskim utworem na orkiestrę. Muzyka ta nie znalazła sobie jednak wówczas drogi do sal koncertowych. Poemat symfoniczny Morze – utwór będący wręcz modelową ilustracją muzycznego symbolizmu – czekał na pierwsze wykonanie prawie 30 lat.
Jego dorobek obejmujący ok. 300 utworów muzycznych tworzą przede wszystkim:
- kantata De profundis na chór i orkiestrę (1899)
- poematy symfoniczne W lesie (1901) i Morze (1903-07)
- uwertura symfoniczna Kejstutis (1902)
- około 200 utworów fortepianowych (głównie preludiów)
- utwory organowe
- utwory kameralne
- opracowania pieśni ludowych
- szkice do opery Jürate oraz poematu symfonicznego Stworzenie świata.

Autorem pierwszej monografii twórczości Čiurlionisa (wyd. w Leningradzie, 1975) i wybitnym znawcą jego dorobku był późniejszy prezydent Litwy Vytautas Landsbergis.

### Malarstwo
Čiurlionis najbardziej znany na świecie jest jako malarz. Był przedstawicielem symbolizmu, a zarazem jednym z prekursorów abstrakcjonizmu. Jako grafik tworzył fluoroforty, plakaty, ilustracje do książek. Od około 1905 tworzył na wpół abstrakcyjne obrazy malowane techniką tempery o muzycznych tytułach (np. dyptyk Preludium i Fuga z ok. 1907–1908).
Namalował ok. 300 obrazów, z których wiele wystawionych jest w Muzeum Čiurlionisa w Kownie. Ulegał wpływom Arnolda Böcklina, Aubreya Beardsleya i swego nauczyciela Ferdynanda Ruszczyca. W abstrakcyjnych układach kompozycji starał się zawrzeć impresje muzyczne. Trzyczęściowe prace malowane temperą układał w cykle niejednokrotnie wzorowane na cyklach muzycznych. Są wśród nich m.in.:
- cykle sonat: Sonata Węża, Sonata morza, Sonata piramid, Sonata słońca, Sonata wiosenna, Sonata letnia, Sonata jesienna
- dyptyk Preludia i fuga
- Symfonia żałobna

## Związki z Polską
- Językiem rodzinnym Čiurlionisa był polski, nie mówił on po litewsku. Wychował się w kulcie literatury polskiej. Czytał Mickiewicza, ale zachwycał się zwłaszcza Słowackim, którego poezja miała duży wpływ na jego własne próby literackie[7]. Za Litwina uznał się dopiero w 30. roku życia[15].
- Čiurlionis korespondował po polsku, tymczasem do lat 70. XX wieku na Litwie dostępny był wyłącznie litewski przekład jego listów[16].
- Twórczość Čiurlionisa była w dużym stopniu związana ze środowiskiem warszawskim, w którym spędził wiele lat życia. Jego mistrzami byli Ferdynand Ruszczyc i Kazimierz Stabrowski. Čiurlionis znał się z Bolesławem Leśmianem i Zenonem Przesmyckim[3].

## Upamiętnienie
Już w 1911, czyli roku śmierci artysty, odbyły się w Wilnie i Kownie pierwsze pośmiertne wystawy jego obrazów. W tym samym roku jego prace pokazano też w Moskwie, a w 1912 - w Petersburgu.

### Na Litwie
W Kownie otwarto w 1921 najstarsze na Litwie Narodowe Muzeum Sztuki. Przyjęło ono imię artysty.
W Druskienikach Muzeum Pamięci Čiurlionisa zostało otwarte w 1963. Muzeum znajduje się w domu, w którym artysta mieszkał niegdyś wraz z rodziną. Można w nim zobaczyć informacje biograficzne, zdjęcia i reprodukcje obrazów Čiurlionisa. Główna ulica w Druskienikach nazwana jest również na cześć artysty. W mieście znajduje się też jego pomnik.
W Wilnie Narodowa Szkoła Sztuki, która powstała w 1945, ma od 1965 w swojej nazwie imię artysty. Jest to jedyna szkoła artystyczna na Litwie z pełnym 12-letnim cyklem nauczania. Od 1965 co cztery lata młodzi pianiści i organiści z Litwy i krajów sąsiednich biorą udział w organizowanym w Wilnie Konkursie Muzycznym im. Čiurlionisa. Przy ulicy Savičiaus gatve 11 działa także w Wilnie centrum kulturalne Dom M.K. Čiurlionisa. Utworzono je w budynku, w którym artysta mieszkał w latach 1907–1908. Otwarcie miało miejsce w 1995 na 120-tą rocznicę urodzin Čiurlionisa. Siedzibę w budynku ma również Towarzystwo im. Čiurlionisa, utworzone w 1987.

### Poza Litwą
W Chicago litewska społeczność doprowadziła do otwarcia w 1957 Galerii Sztuki im. Čiurlionisa.
W Mińsku i Grodnie na Białorusi znajdują się ulice Čiurlionisa.
W Sankt-Petersburgu przy prospekcie Rimskiego-Korsakowa 65/11 znajduje się tablica pamiątkowa poświęcona artyście. Umieszczono ją na domu, w którym mieszkał Čiurlionis.
W podwarszawskim Pustelniku, który obecnie jest częścią Marek, na budynku dawnego szpitala psychiatrycznego „Czerwony Dwór” znajduje się tablica pamiątkowa ku czci Čiurlionisa. Jest to miejsce śmierci artysty. W Markach również znajduje się ulica Čiurlionisa.
Imię Čiurlionisa nadano w 1913 górze na rosyjskiej Wyspie Hoockera, położonej w arktycznym archipelagu Ziemi Franciszka Józefa. Imieniem artysty uhonorowano także szczyt górski w azjatyckim Pamirze oraz asteroidę nr 2420, odkrytą przez rosyjskiego astrofizyka Nikołaja Czernycha.

## Galeria obrazów

### Stworzenie świata (1906-07)

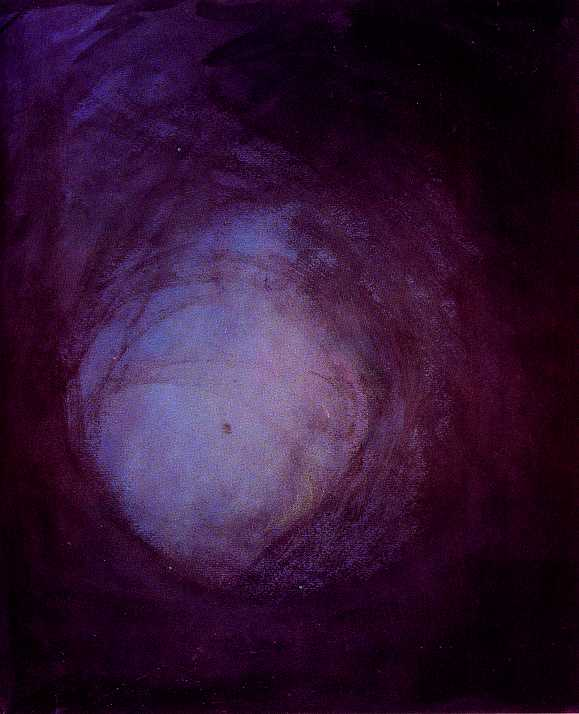
I
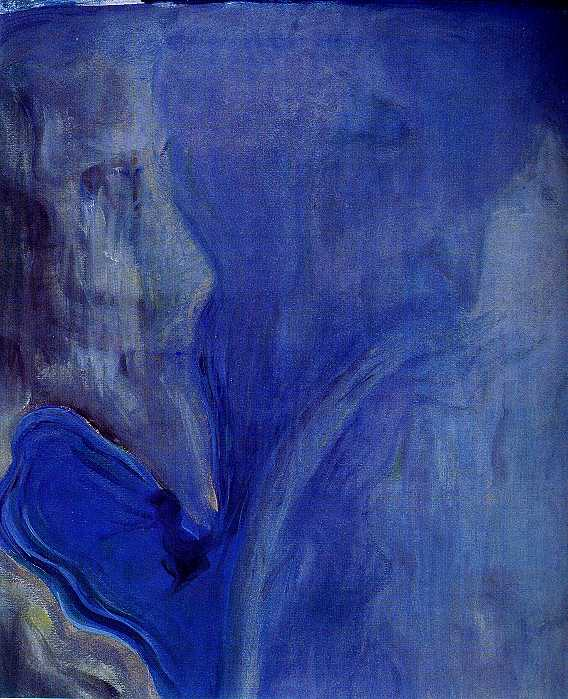
II
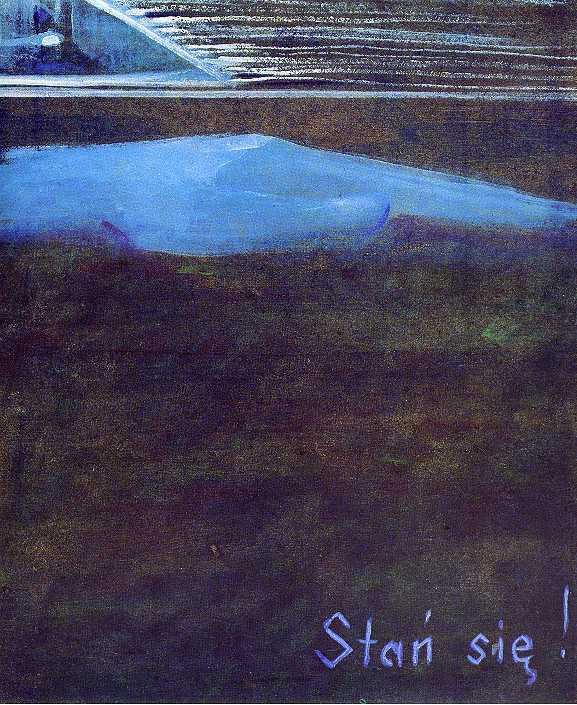
III
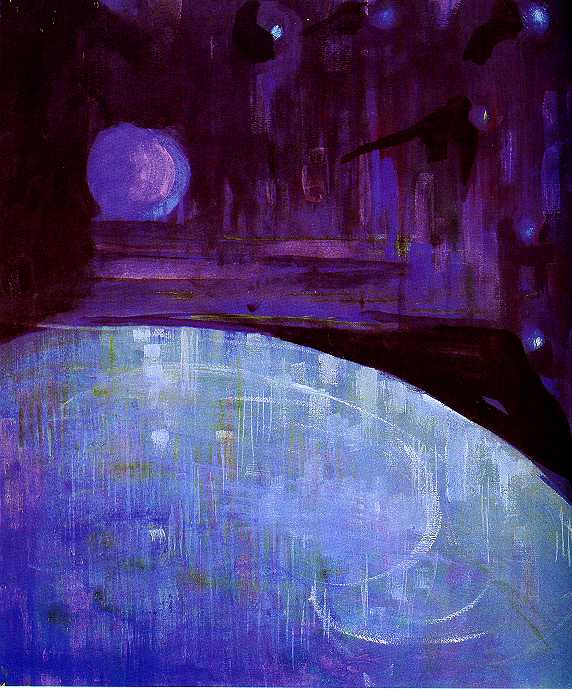
IV
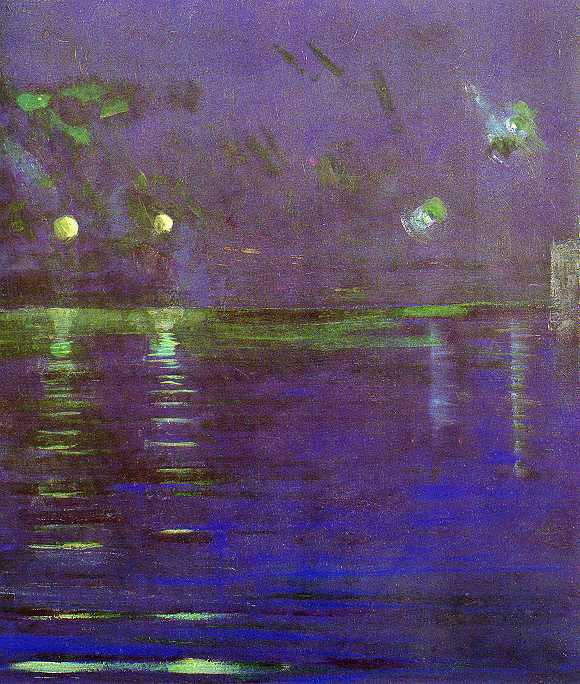
V
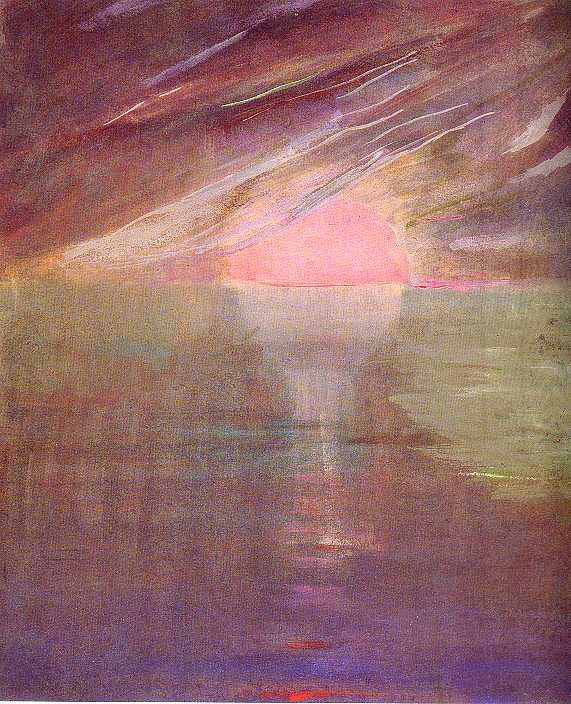
VI
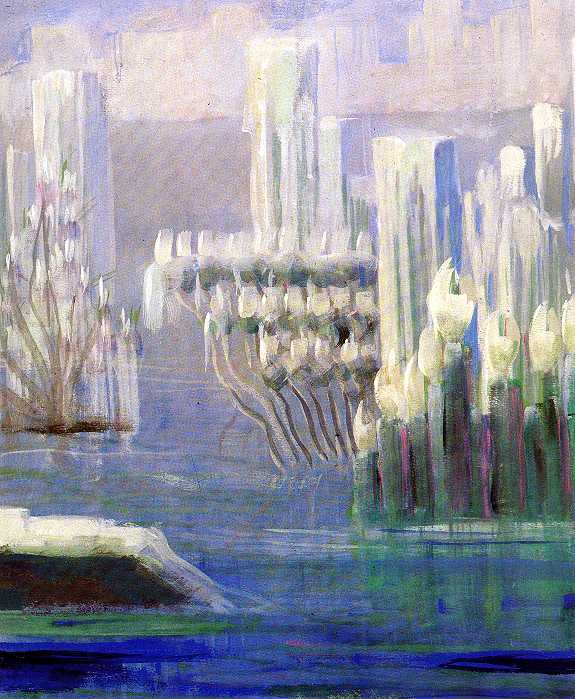
VII
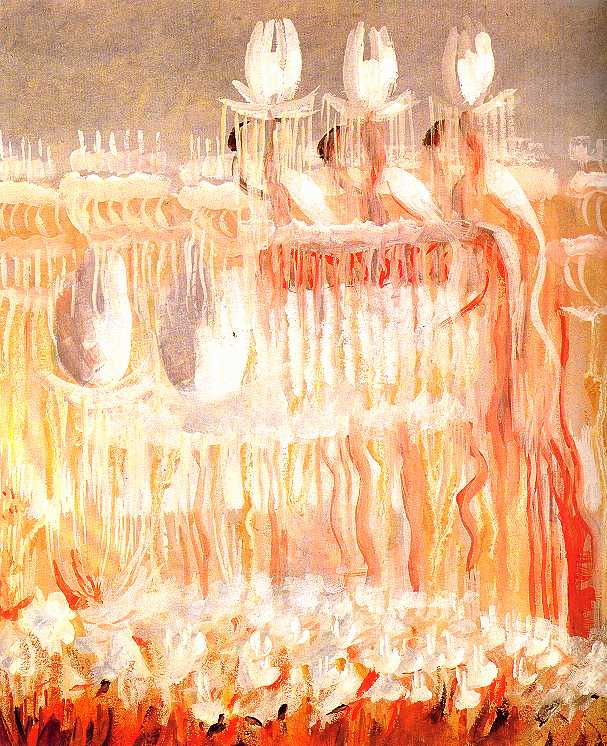
VIII
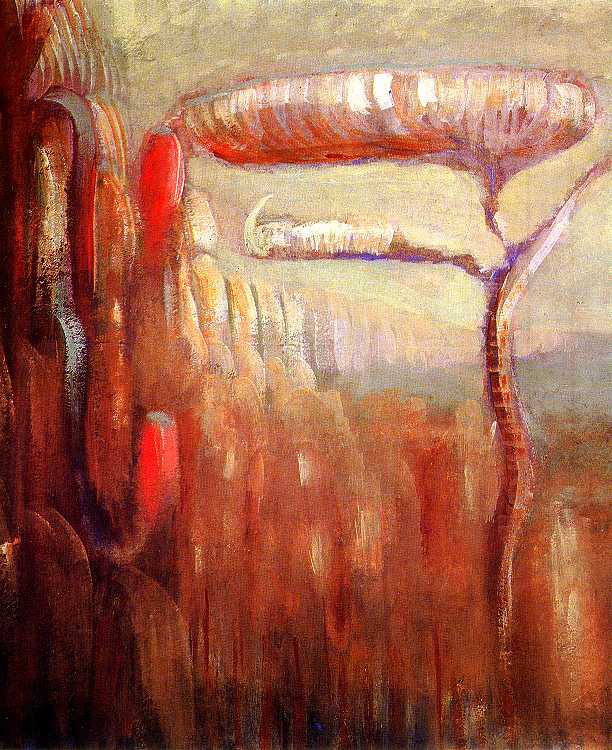
IX
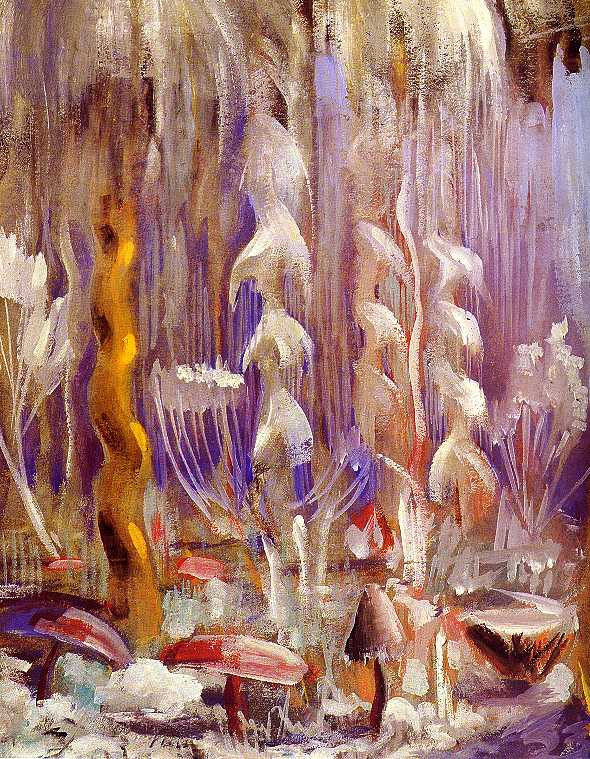
X
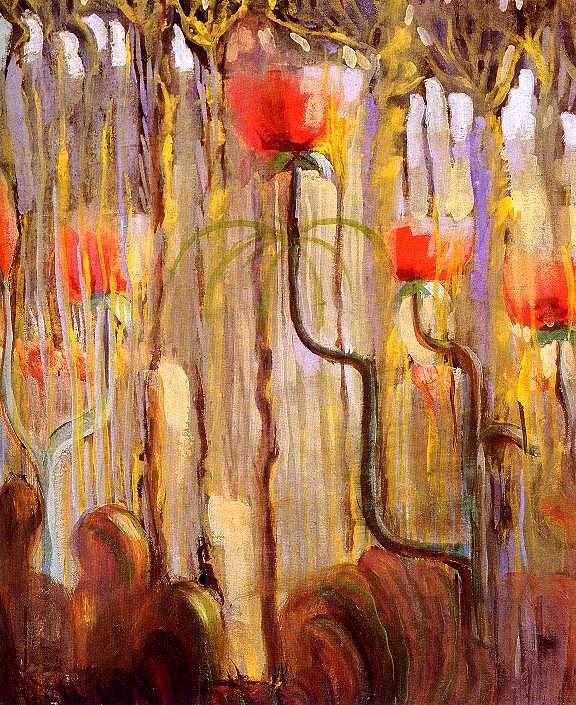
XI
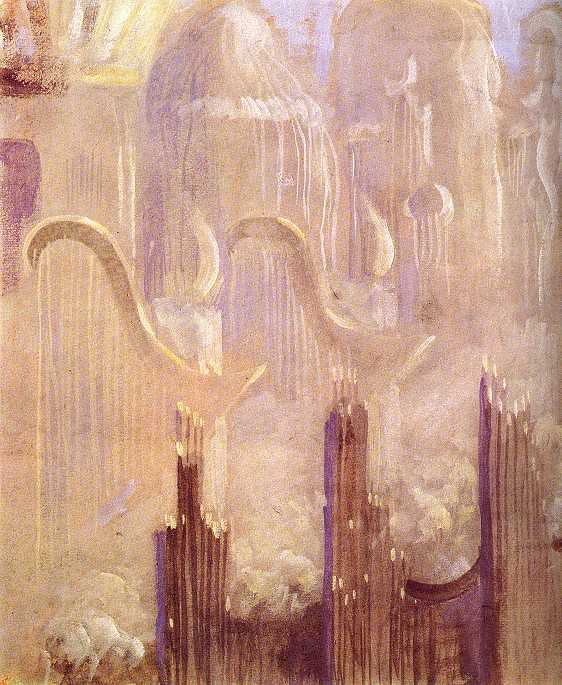
XII
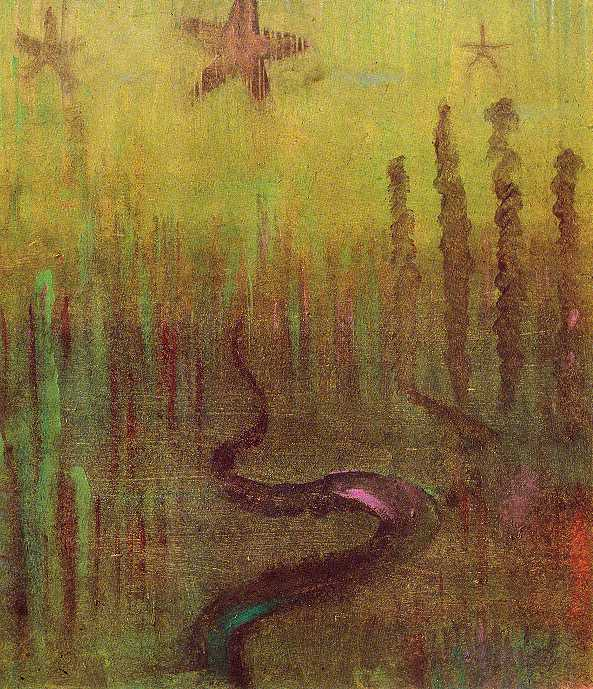
XIII

### Sonata wiosenna (1907)

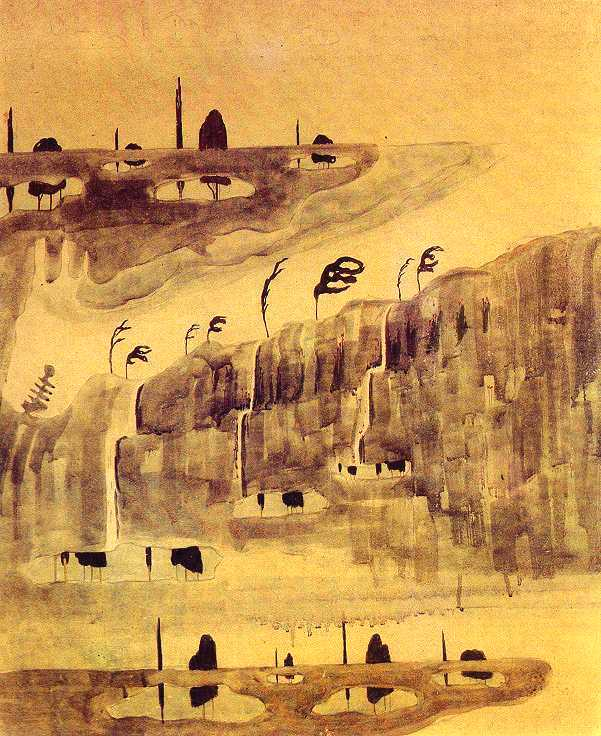
Allegro
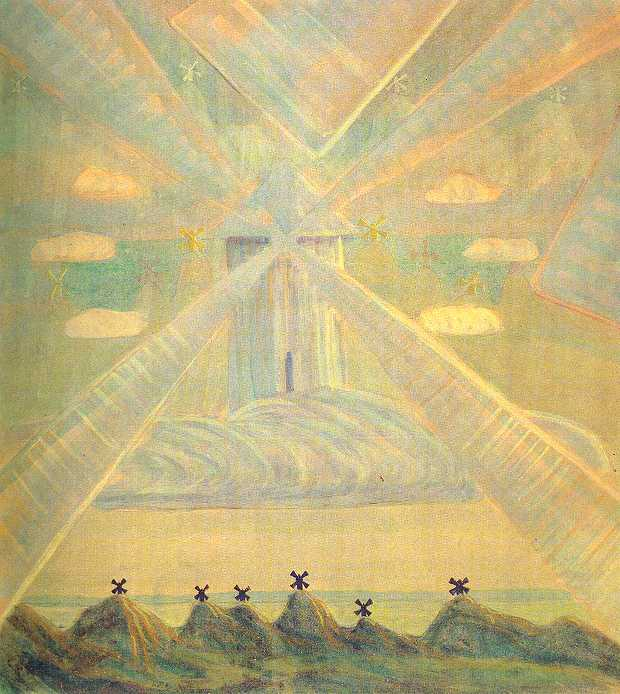
Andante
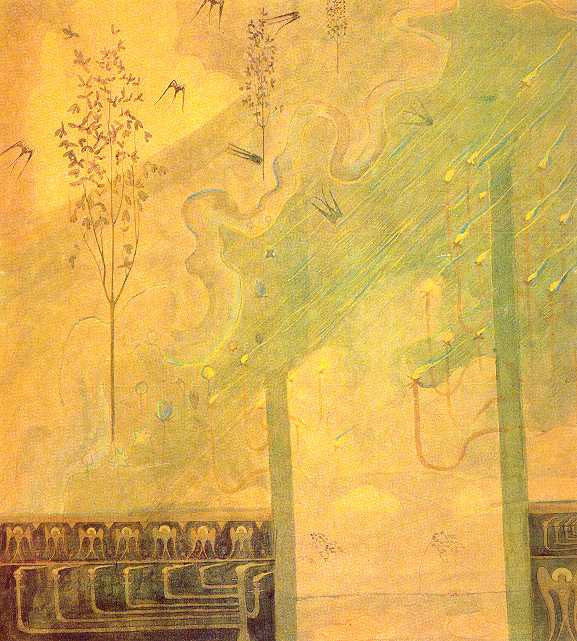
Scherzo
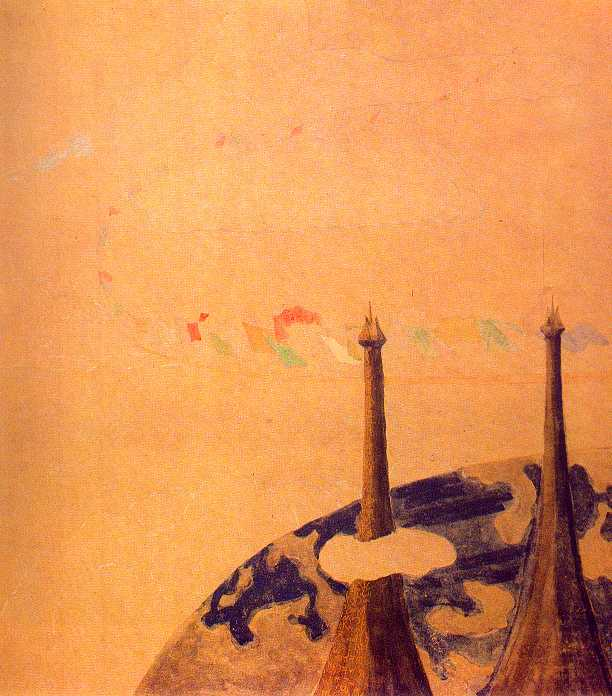
Finale

### Sonata letnia (1908)

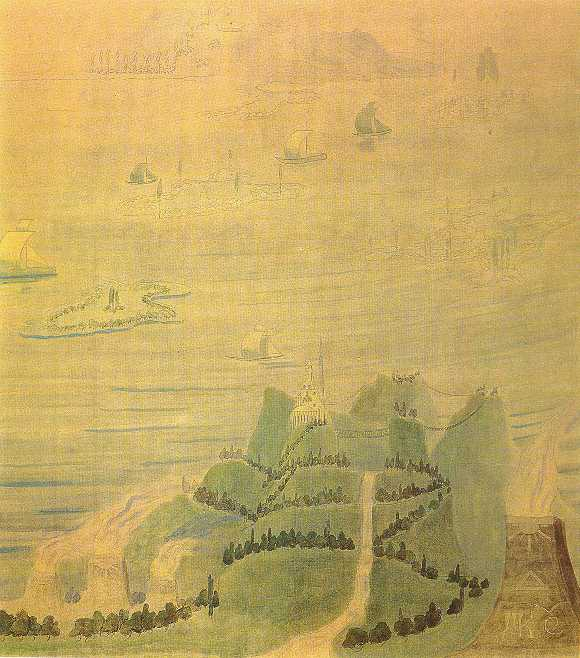
Allegro
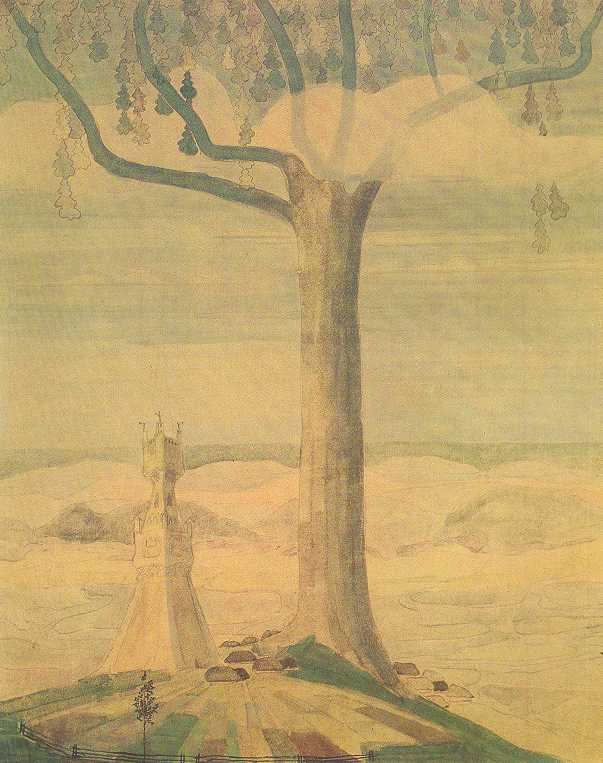
Andante
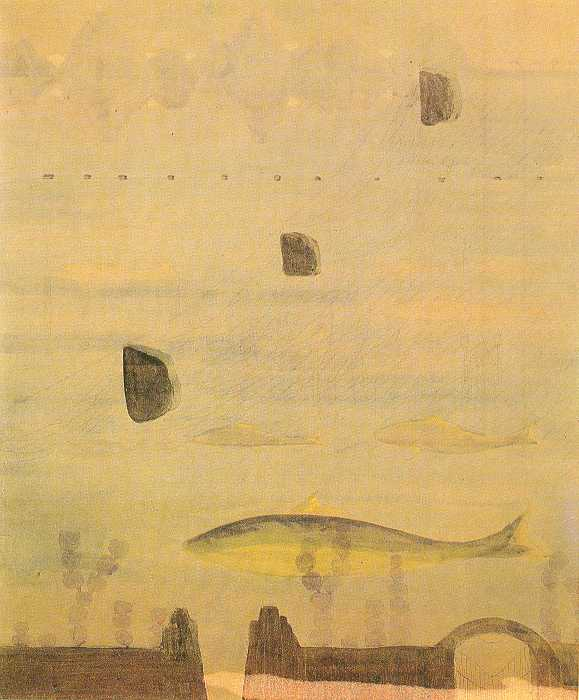
Scherzo
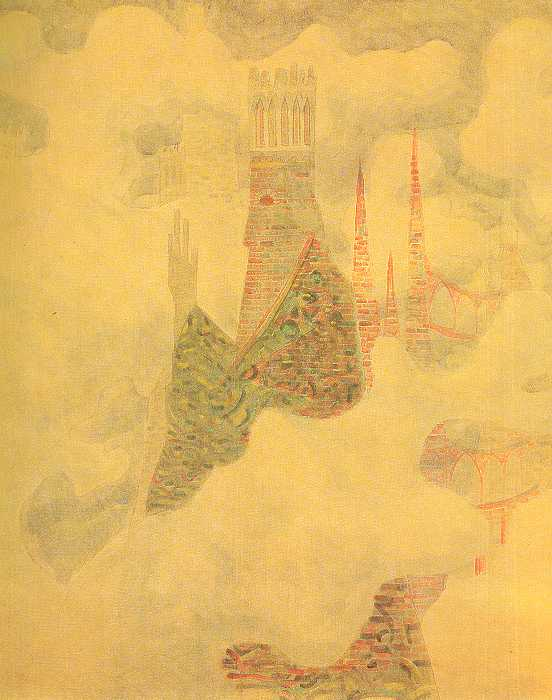
Finale

### Sonata słoneczna (1907)

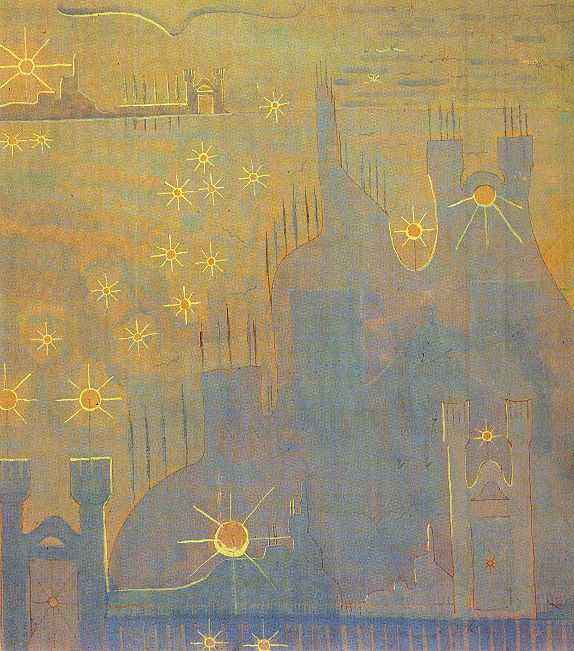
Allegro
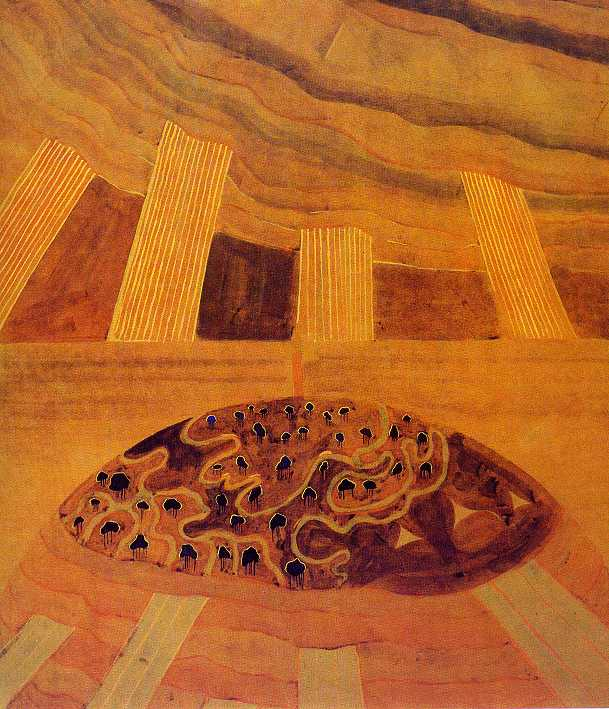
Andante
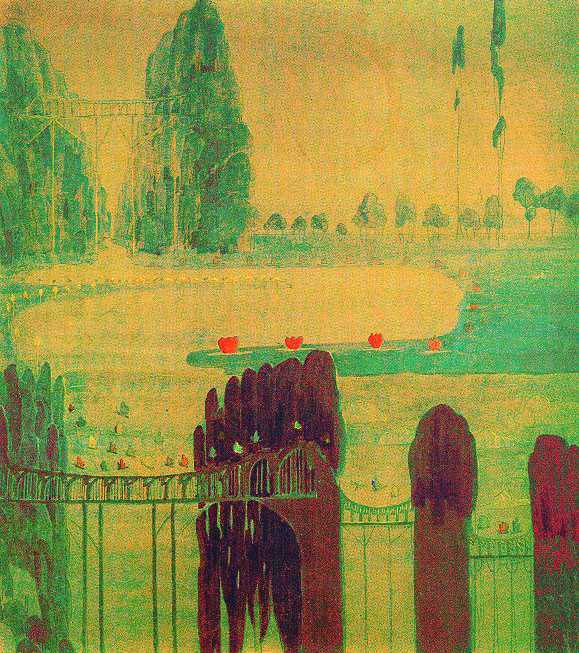
Scherzo
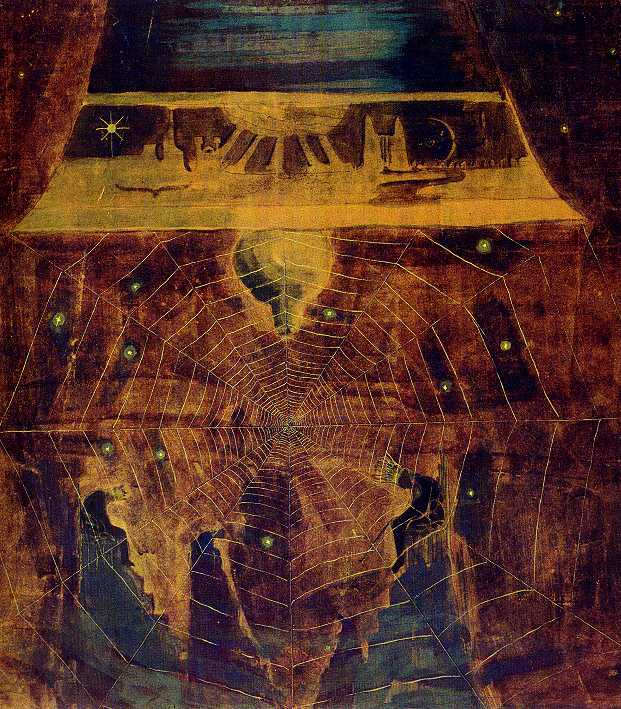
Finale

### Sonata morza (1908)

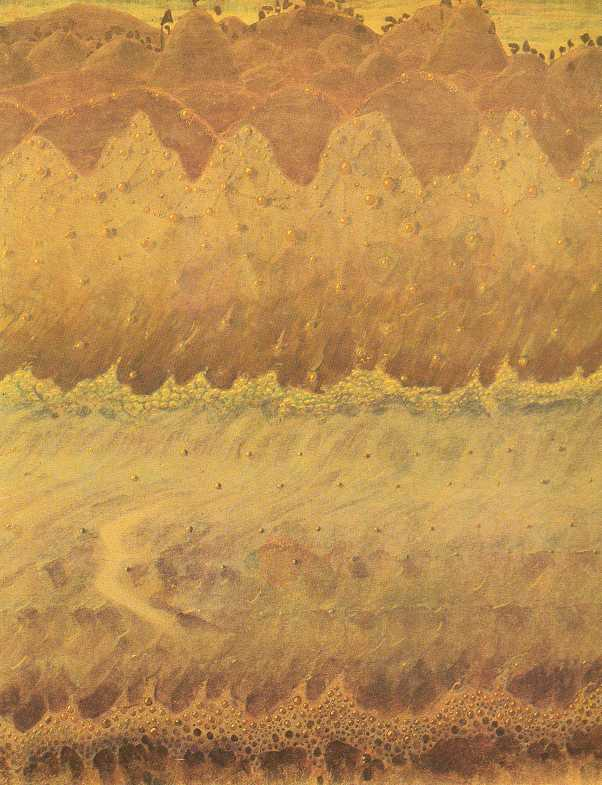
Allegro
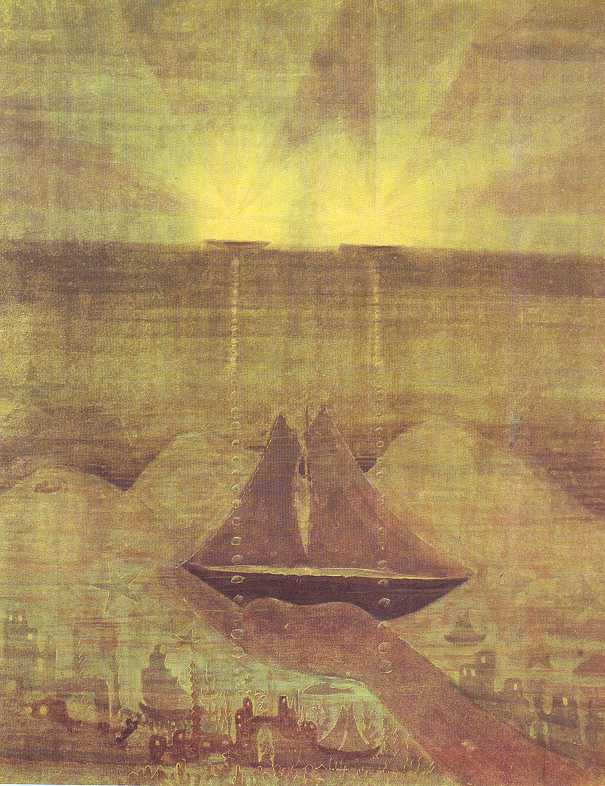
Andante
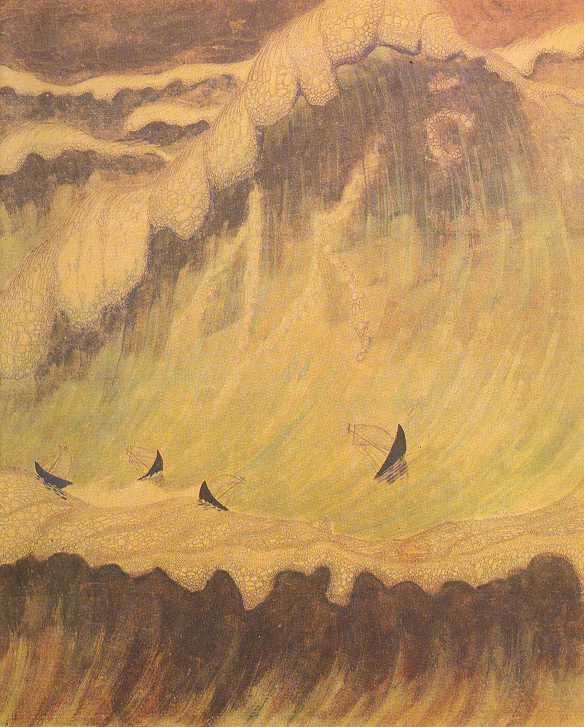
Finale

### Sonata piramid (1908)

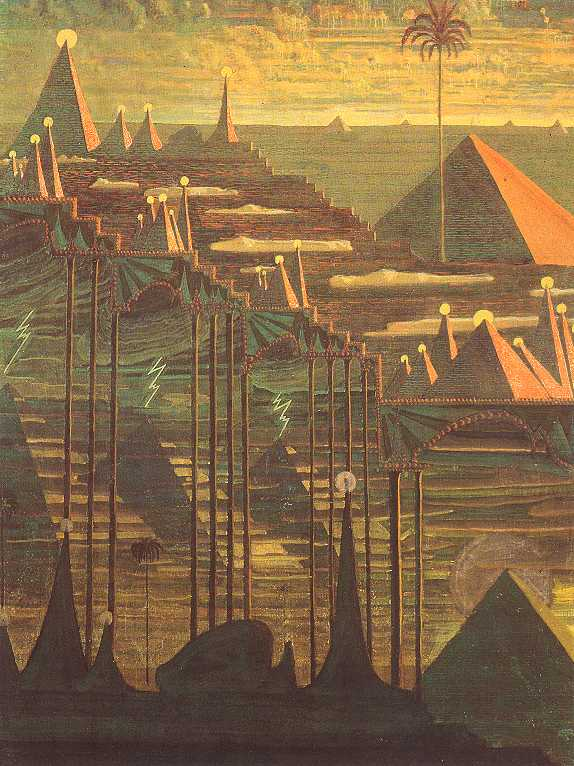
Allegro
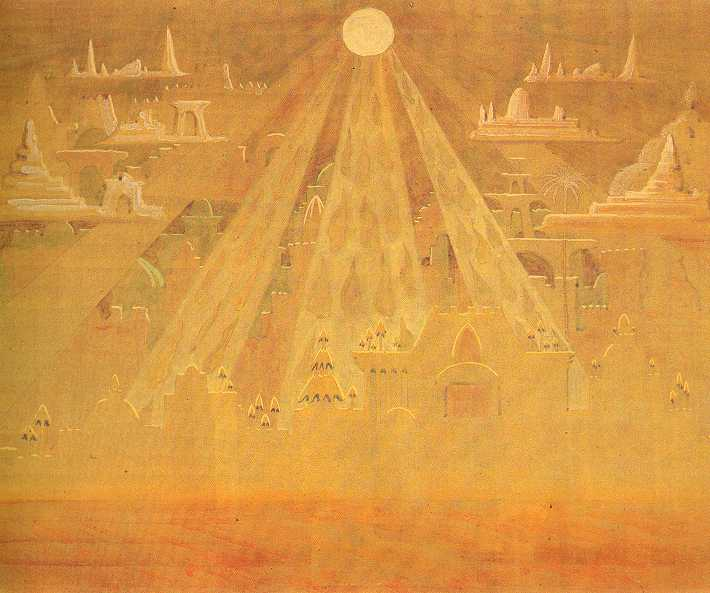
Scherzo

### Sonata gwiazd (1908)

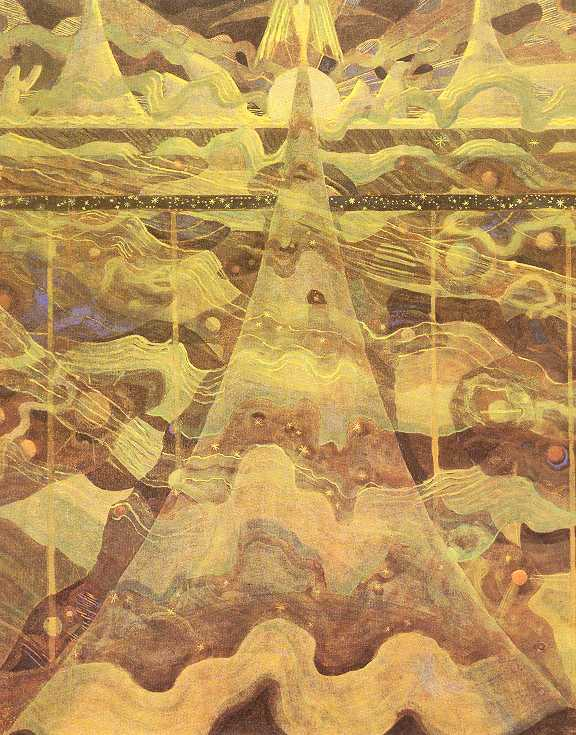
Allegro
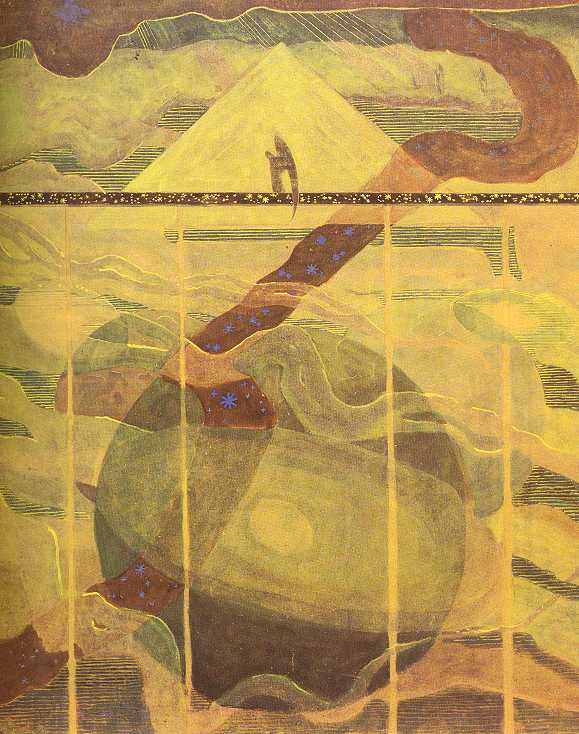
Andante

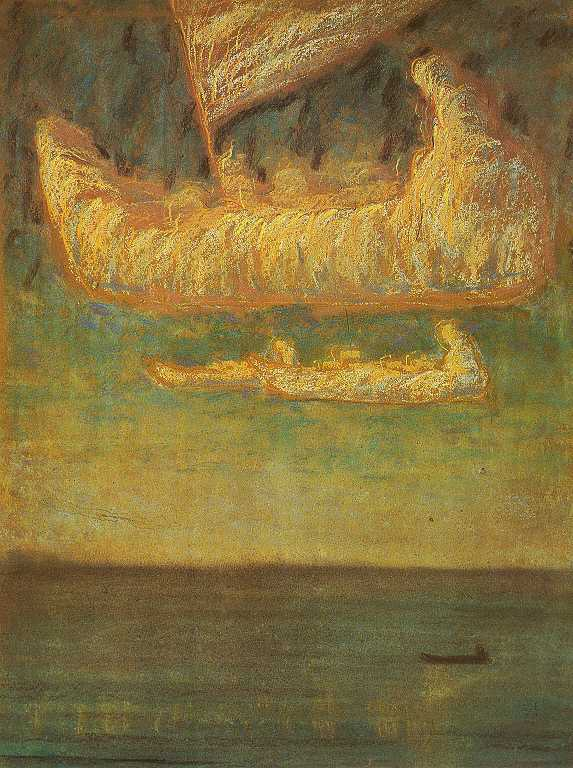
Statek z chmur
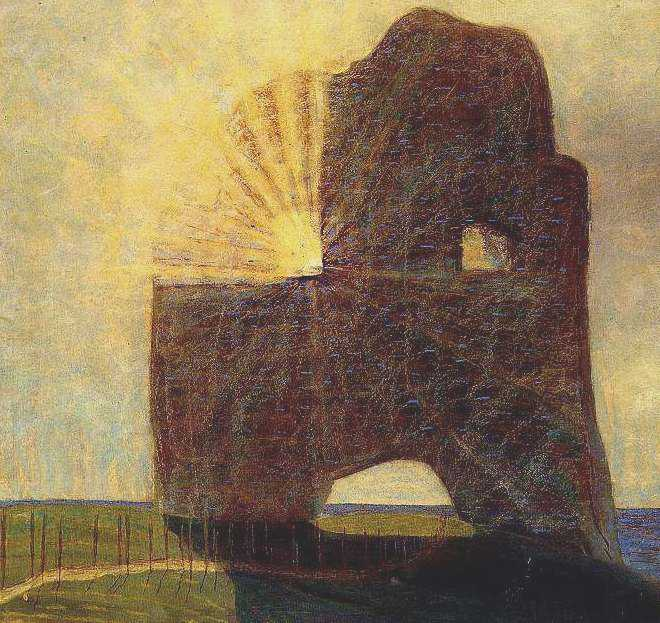
Przeszłość
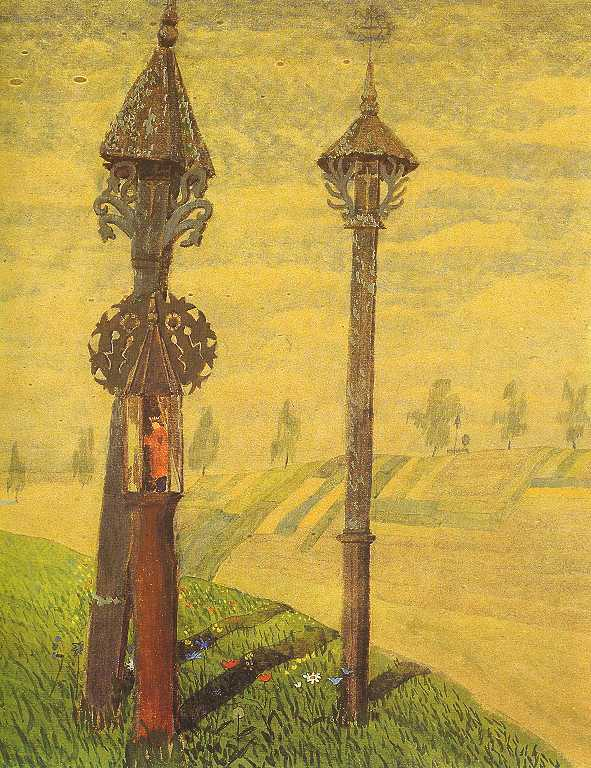
Krzyże w Żmudzi
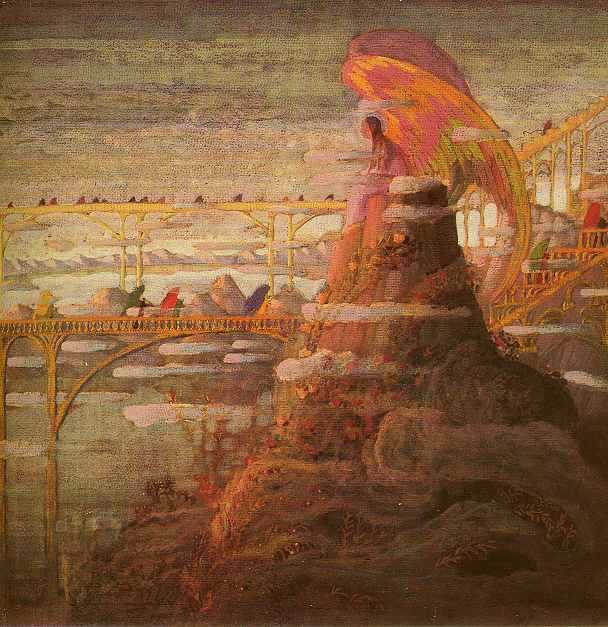
Preludium Anioł